# Pherbellia stylifera
Pherbellia stylifera är en tvåvingeart som beskrevs av Rudolf Rozkošný 1982.
Pherbellia stylifera ingår i släktet Pherbellia och familjen kärrflugor. Artens utbredningsområde är Finland. Enligt den finländska rödlistan är arten nära hotad i Finland. Arten är reproducerande i Sverige. Artens livsmiljö är strandängar vid sötvatten. Inga underarter finns listade i Catalogue of Life.